# Cirkusbygningen
Cirkusbygningen (cirkusbyggnaden) är en rund byggnad med kupoltak i centrala Köpenhamn i Danmark. Den byggdes år 1885 till 1886 som en permanent arena för cirkusföreställningar.

## Bakgrund
Byggnaden ritades av arkitekten Henrik Vilhelm Brinkopff och den utvändiga dekoren skapades av skulptören Frederik Hammeleff. Den hade plats för 1 800 åskådare och stall för 100 hästar. På vintern användes lokalen av Nordens största varieté, Cirkus Varieté.
Cirkusbyggnaden brann 1914 och en ny kupol av armerad betong restes på de ytterväggar som överlevde branden. Från 1916 till 1969 användes den om sommaren av Cirkus Schumann och från 1970 till 1990 av Cirkus Benneweis. På vintern användes lokalerna som biograf och balettscen. Byggnaden renoverades 1983 under överseende av arkitekten Verner Panton och blev byggnadsminne (fredet) 1988.
Musiker som Victor Borge, Shirley Bassey, Miles Davis och Dexter Gordon har  uppträtt i cirkusbyggnaden. Musikalen Hair spelades här och lokalerna användes bland annat för Dansk Melodi Grand Prix. År 1973 spelades delar av filmen Olsenbanden slår till in i cirkusbyggnaden.
År 2003 tog Wallmans salonger över driften. Biografstolarna togs bort och ersattes av terrasser med bord och stolar och stallarna byggdes om till kök och festlokaler.